# Веллінг Готтар
Веллінг Готтар (1624—1659) — шведський дипломат, посол Швеції у Трансільванії (історична область на півночі Румунії). Під час українсько-шведських переговорів 1655–57 у січні 1657 (див. Українсько-шведський договір 1657) його з дипломатичною місією було направлено до Б.Хмельницького. Однак ця місія завершилася невдачею внаслідок територіальних претензій Швеції щодо Української козацької держави. В «Реляції» Веллінга до Стокгольма вперше офіційно зафіксовано незалежність зовнішньо-політичного курсу гетьмана України від зовнішньо-політичних планів Московії. Докладно посольство Веллінга до України описано К.Гільдебрандом.